# Zuidplein (Metro de Roterdão)
Zuidplein é uma estação da linha Erasmus do metro de Roterdão, nos Países Baixos. A estação fica ao lado do centro comercial de mesmo nome. Tanto Roterdão Ahoy como o Hospital Ikazia estão a curta distância.